# Hypocrita rubrimaculata
Hypocrita rubrimaculata là một loài bướm đêm thuộc phân họ Arctiinae, họ Erebidae.